# Hjalmar Ekdal
Hjalmar Ekdal (Estocolmo, 21 de octubre de 1998) es un futbolista sueco que juega en la demarcación de defensa para el Burnley F. C. de la Premier League.

## Selección nacional
Tras jugar en varias categorías inferiores con la selección, finalmente hizo su debut con la selección de fútbol de Suecia en un encuentro de la Liga de Naciones de la UEFA 2022-23 contra Serbia que finalizó con un resultado de 0-1 a favor del combinado serbio tras un gol de Luka Jović.

## Clubes
| Club                     | País         | Año       | Partidos | Goles |
| ------------------------ | ------------ | --------- | -------- | ----- |
| Assyriska FF (cedido)    | Suecia       | 2018      | 1        | 0     |
| IK Frej                  | Suecia       | 2018-2019 | 36       | 5     |
| Hammarby IF              | Suecia       | 2019      | 0        | 0     |
| IK Frej (cedido)         | Suecia       | 2019      | 15       | 0     |
| IK Sirius (cedido)       | Suecia       | 2020      | 27       | 0     |
| Djurgårdens IF           | Suecia       | 2021-2023 | 73       | 10    |
| Burnley F. C.            | Inglaterra   | 2023-2025 | 19       | 1     |
| F. C. Groningen (cedido) | Países Bajos | 2025      | 14       | 0     |
| Burnley F. C.            | Inglaterra   | 2025-     |          |       |